# Leprozeria din Tichilești
Leprozeria din Tichilești este un spital destinat tratării și găzduirii bolnavilor de lepră, situat în localitatea Tichilești, județul Tulcea, România. Înființată în 1928, leprozeria a funcționat mai degrabă ca un sanatoriu, decât ca un loc conceput pentru izolarea bolnavilor de restul lumii, așa cum denotă sensul mai vechi al termenului.
Spitalul este ultimul destinat tratării leprei din Europa. În anul 2018, s-a confirmat că doar zece pacienți mai trăiesc în leprozerie.